# ليونيل ماتيس
ليونيل ماتيس (4 أكتوبر 1981 بمونتروي في فرنسا - ) (بالفرنسية: Lionel Mathis)‏ هو لاعب كرة قدم فرنسي في مركز الوسط. شارك مع منتخب فرنسا تحت 19 سنة لكرة القدم ومنتخب فرنسا تحت 21 سنة لكرة القدم. أما مع النوادي، فقد لعب مع نادي أوكسير ونادي سوشو ونادي غانغون.

## وصلات خارجية
- ليونيل ماتيس على موقع رابطة كرة القدم الفرنسية للمحترفين (الإنجليزية)
- ليونيل ماتيس على موقع قاعدة بيانات كرة القدم.إي يو (الإنجليزية)
- ليونيل ماتيس على موقع ليكيب (الفرنسية)
- ليونيل ماتيس على موقع Soccerway.com (الإنجليزية)
- ليونيل ماتيس على موقع AS.com (الإسبانية)